# 47th-50th Streets-Rockefeller Center
47th-50th Streets-Rockefeller Center is een station van de metro van New York aan de Sixth Avenue Line in Manhattan. Het station is geopend in 1940. De lijnen  maken gebruik van dit station.
 ·  ·  ·  ·  ·  ·  ·  ·  · 